# Міженецький парк
Міжене́цький парк — парк-пам'ятка садово-паркового мистецтва загальнодержавного значення в Україні. Розташований у межах Самбірського району Львівської області, в південно-східній частині села Міженець.
Площа 11 га. Створений 29 січня 1960 року згідно з Постановою Ради Міністрів України від № 105. Перебуває у віданні ДП «Старосамбірський лісгосп», Міженецьке лісництво.
Створений з метою збереження парку, закладеного у XVIII столітті де зростає багато цінних та екзотичних порід дерев і кущів.

## З історії парку
Міженецький парк був сформований як садибний, на огородженій території, і спочатку називався «Ліс Звенинець». Засновником садиби, яка розташовувалась на лівому березі річки Мала Вирва, був граф Адам Любомирський. Він розпочав формування великого парку пейзажного стилю, про що свідчать композиційні елементи зі збереженням рис регулярного стилю: пряма центральна алея посередині парку, обсаджена рядами дерев, що ділить парк на 2 частини. Від головного входу відходять вправо і вліво пішохідні стежки, які забезпечують прогулянкові маршрути по всьому парку. В парку відсутні архітектурні споруди, є лише невеличкий ставочок з острівцем. 

## Рослинність парку
Загалом у Міженецькому парку зростає понад 60 видів дерев і кущів, серед яких дуб ліроподібний, магнолія зірчаста, туя велетенська, платан, величезні вікові ясени, дуби і клени. Росте тут екзотичний вид — липа американська, а також: два види аборигени — липа серцелиста та липа широколиста; черешня, черемха, глід звичайний; дуб червоний (в алейних, групових, рядових і одиночних типах посадок), також є дуб великоплодий, дуб звичайний, дуб скельний, дуб лісовий; клен-явір; також присутні види з родин березові, вербові, бобові, маслинові тощо.
Нині (червень 2014 року) парк перебуває у занедбаному стані.

## Галерея

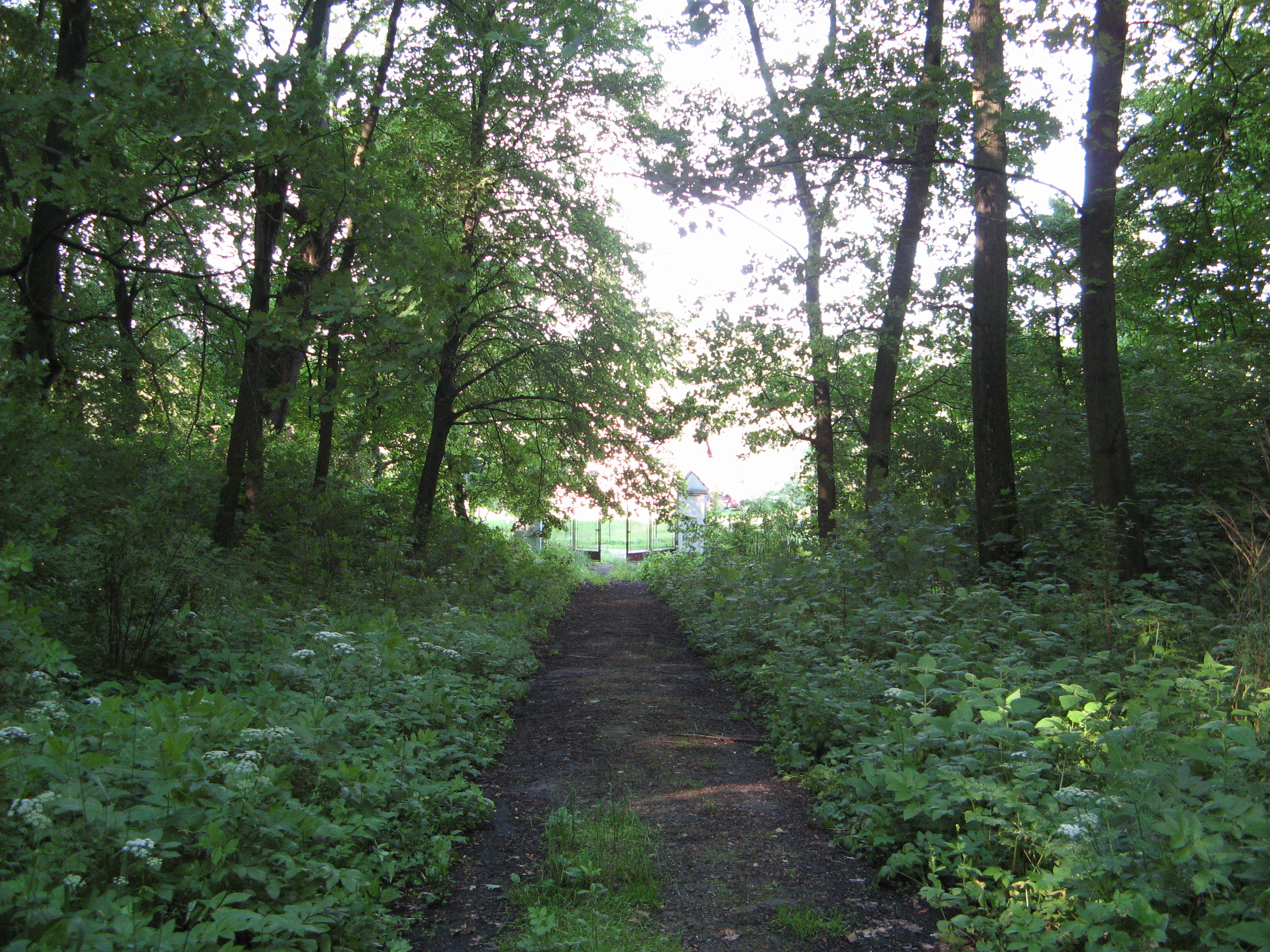
Центральна алея
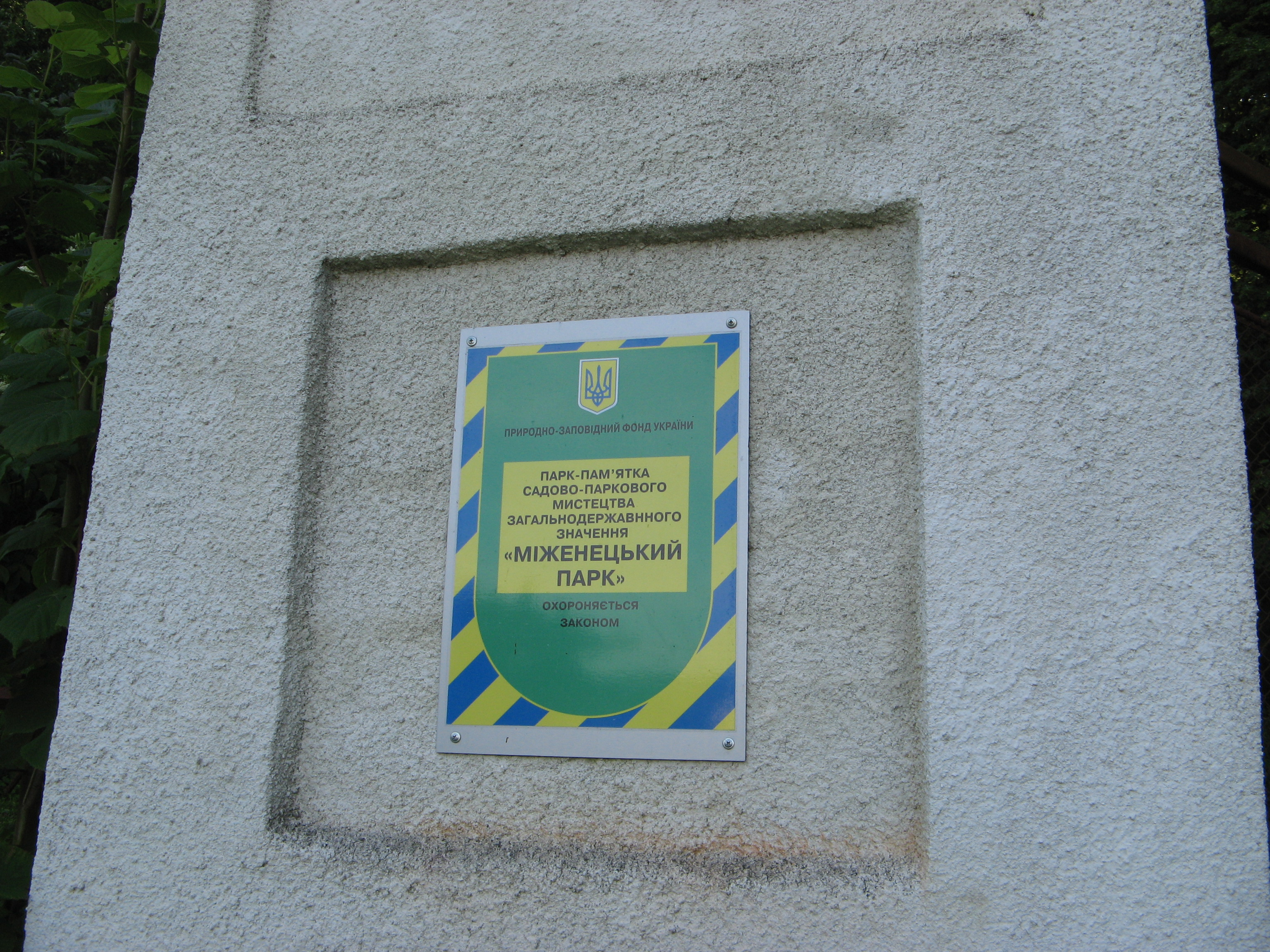
Природоохоронний знак
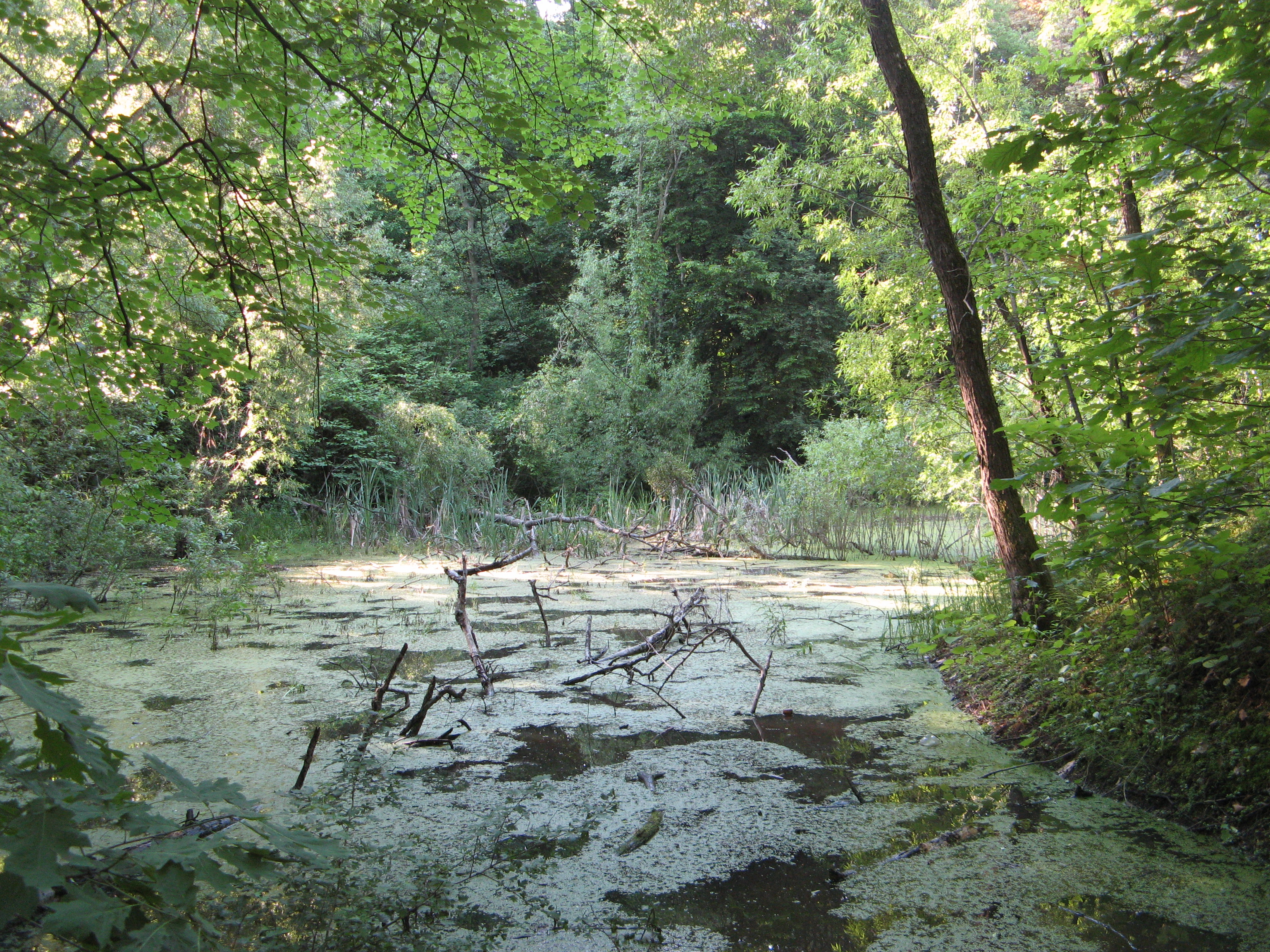
Ставок
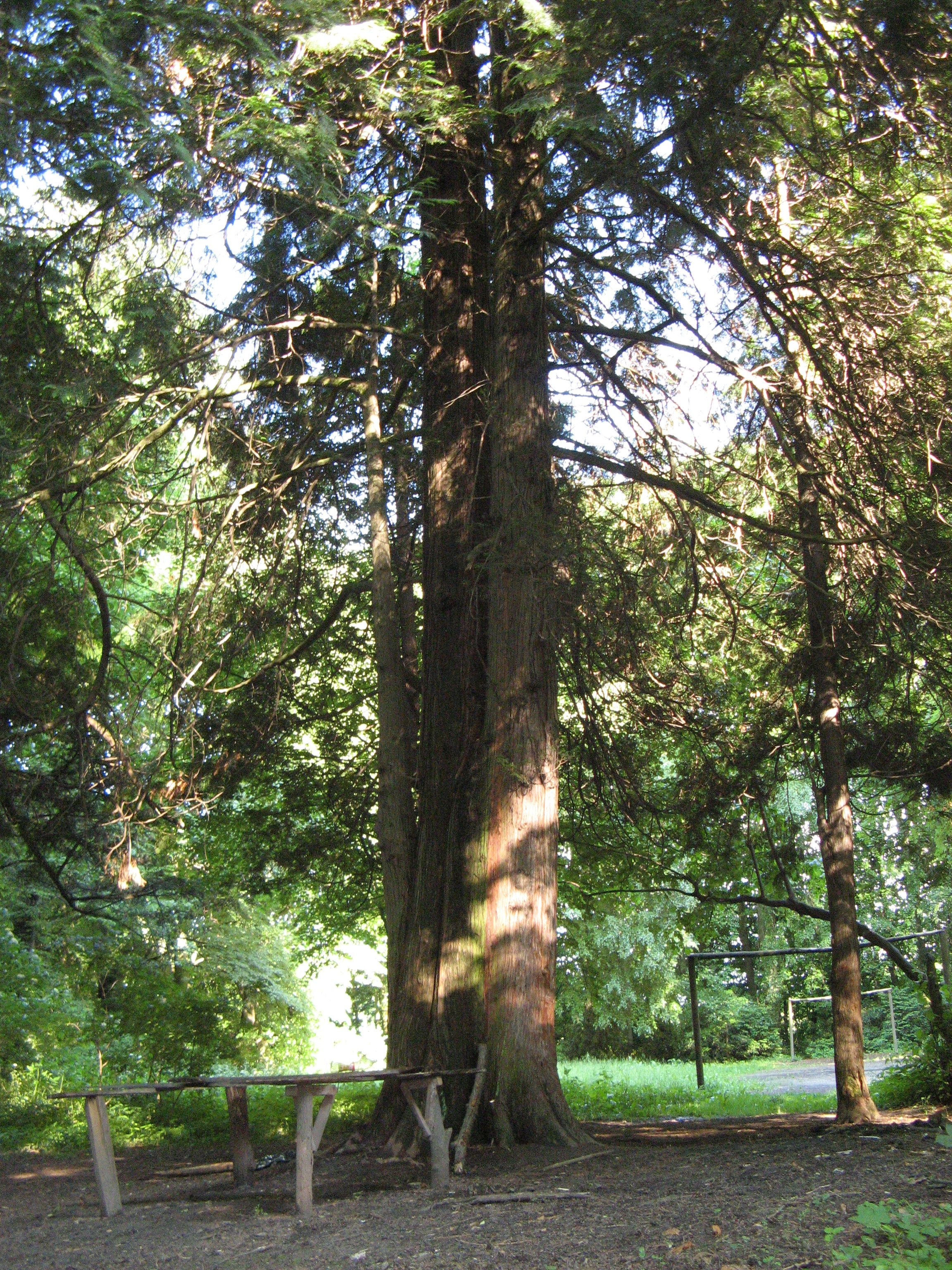